# Colonia della Columbia britannica (1866-1871)
La Colonia della Columbia Britannica fu una colonia della Corona Britannica formatasi dall'unificazione di due precedenti colonie: la Colonia dell'isola di Vancouver e la Colonia della Columbia Britannica continentale. La fusione avvenne nel 1866 e la colonia unita rimase tale fino al suo ingresso nella Confederazione canadese nel 1871.